# Pic Faure
Pour les articles homonymes, voir Faure.
Le pic Faure (en anglais : Faure Peak) est un sommet constituant le point culminant du chaînon Wisconsin dans la chaîne Horlick à 3 940 m d'altitude, en Antarctique.
Il est cartographié par l'Institut d'études géologiques des États-Unis à partir de photos aériennes de la marine américaine en 1960-1964.
Il est nommé en l'honneur de Gunter Faure, chef d'une équipe de géologues de l'université d'État de l'Ohio ayant étudié la chaîne Horlick en 1964-1965.